# Krokodilkaiman
Der Krokodilkaiman oder Nördliche Brillenkaiman (Caiman crocodilus) ist ein Vertreter aus der Familie der Alligatoren.

## Merkmale

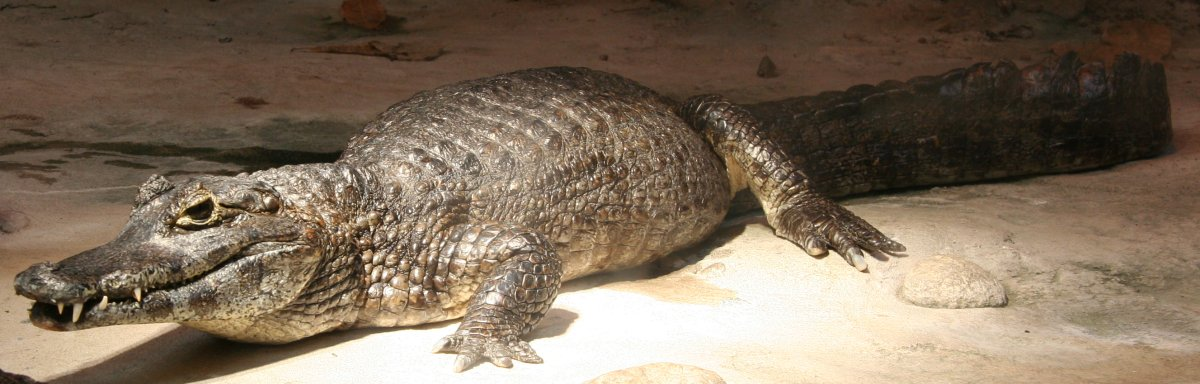
Krokodilkaiman

Der Krokodilkaiman erreicht eine maximale Körperlänge von etwa drei Metern, die meisten Exemplare werden allerdings nicht größer als 2,50 Meter. Er besitzt ein breites Maul und ähnelt in seinen Körperproportionen eher den Echten Krokodilen. Er ist gleichmäßig grau- bis olivbraun gefärbt. Die Schädelform, die Größe sowie die Färbung sind allerdings sehr variabel.

## Verbreitung

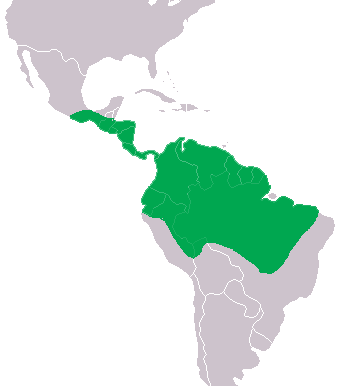
Verbreitung

Krokodilkaimane kommen in einem sehr großen Gebiet Südamerikas bis in den Norden Boliviens vor. Als einzige Art unter den Kaimanen trifft man sie außerdem in Mittelamerika bis nach Südmexiko an. Im Laufe der letzten Jahre breiteten sie sich ebenfalls im östlicher gelegenen Puerto Rico aus. Bezüglich seines Lebensraumes ist er sehr anpassungsfähig und bewohnt Seen, Flüsse, Sümpfe und sogar von Menschen angelegte Bewässerungsteiche, Stauseen und Straßengräben.

## Systematik
Es sind folgende Unterarten bekannt:
- Gemeiner Krokodilkaiman (C. crocodilus crocodilus (Linnaeus, 1758))
- Rio-Apaporis-Krokodilkaiman (C. crocodilus apaporiensis Medem, 1955)
- Nördlicher Krokodilkaiman (C. crocodilus fuscus (Cope, 1868))
- Nicaragua-Krokodilkaiman (C. crocodilus chiapasius (Bocourt, 1876))

Der Status von C. crocodilus chiapasius ist umstritten und er wird manchmal als identisch mit C. crocodilus fuscus betrachtet. Eine DNA-Analyse von 2008 kommt aber zum Ergebnis, dass die Abspaltung gerechtfertigt ist. Der ehemals als Unterart geführte (Südliche) Brillenkaiman (Caiman yacare) zeichnet sich vor allem durch eine dunkle Zeichnung auf der Schnauze aus. Beide Arten besitzen eine brillenstegähnliche, knöcherne Querleiste zwischen den vorderen Augenwinkeln, was zur Bezeichnung Brillenkaiman geführt hat.

## Lebensweise
Krokodilkaimane bauen Hügelnester aus Erde und Pflanzenmaterial, in die sie bis zu 40 Eier legen. Die Nester befinden sich dabei meist in der Ufervegetation, manchmal jedoch auch auf schwimmenden Grasmatten oder in offenem Gelände.
Die Jungtiere ernähren sich vor allem von Insekten und Schnecken, die auch später noch einen großen Anteil der Nahrung ausmachen. Außerdem gehören zu ihrem Nahrungsspektrum Krebstiere und Fische.